# イエロー・バルーン (バンド)
イエロー・バルーン (The Yellow Balloon) は、ソングライターで音楽プロデューサーのゲイリー・ゼクリーが、1967年にロサンゼルスで結成したアメリカ合衆国のサンシャイン・ポップ・バンド。
ゼクリーは、自作曲「イエロー・バルーン (Yellow Balloon)」をめぐる経緯から、自らこの曲を録音してシングルを出すことになったが、その際に架空のバンド名義としてイエロー・バルーン (The Yellow Balloon) を用いた。この曲がヒットしたので、ゼクリーは急遽メンバーを揃え、後付けでグループを作り上げた。その中には、「ルーク・R・ユー (Luke R. Yoo)」という名義で参加していたドン・グレイディもいたが、彼はそれまでにテレビ番組『ミッキーマウス・クラブ (The Mickey Mouse Club)』に登場するマウスケティアーズ (Mouseketeers) や、『My Three Sons』で既にその名を知られていた。他のメンバーは、オレゴン州やアリゾナ州の出身者たちであった。リード・シンガーはアレックス・ヴァルデス (Alex Valdez) で、他にはフロスティ・グリーン (Frosty Green)（キーボード）、ドン・ブラウクト (Don Braucht)（ベース）、ポール・カネラ (Paul Canella)（リード・ギター）だった。また、後に妻とキャプテン&テニールを結成したダリル・ドラゴンも、一時期このバンドのメンバーに加わっていた。
イエロー・バルーンがリリースしたアルバムは、セルフタイトルのデビュー・アルバム『イエロー・バルーン』だけであった。シングルは3枚出たが、そのうち「イエロー・バルーン (Yellow Balloon)」は Billboard 100 のチャートで25位まで上昇するヒットとなり、同じく彼らのデビュー・アルバムからの楽曲であった「Good Feelin' Time」も、各地でローカル・チャートの上位に入るヒットとなった。

## ディスコグラフィ

### アルバム
- イエロー・バルーン / The Yellow Balloon （1967年）[9]

### シングル
- Can't Get Enough Of Your Love / Stained Glass Window[10]
- Yellow Balloon / Noollab Wolley[11]
- Good Feelin' Time / I've Got A Feeling For Love[12]